# Список усадеб Москвы

Список усадеб Москвы:

## Царские резиденции
- Анненгоф (не сохранился)
- Воробьёво (не сохранился)
- Екатерининский дворец
- Измайлово
- Коломенское
- Перово (дворец не сохранился, сохранилась церковь, ул. Лазо, д. 5)
- Петровский путевой дворец (также сохранился Петровский парк)
- Преображенское (не сохранилась)
- Царицыно

## Загородные усадьбы
- Алтуфьево (сохранились усадебный дом, церковь и парк)
- Аршиновский парк (сохранился только парк и пруды)
- Архангельское
- Бирюлёво (не сохранилась)
- Богородское-Воронино (сохранился только парк)
- Большое Голубино (не сохранилась)
- Братцево (сохранился парк и здание усадьбы)
- Бутово (Москвиных) (сохранился главный дом, остатки парка, два пруда, хозяйственные постройки и дачи)
- Васильевское (Мамонова дача) (сохранился парк и здание усадьбы)
- Виноградово (сохранился парк и заново построенное в 1911 г. здание усадьбы)
- Воронцово (сохранился парк и здание усадьбы)
- Гиреево (сохранились пруды, церковь, один господский дом)
- Грачёвка (Ховрино) (сохранились господский дом, флигели, конюшня, каретный сарай, оранжерея, церковь, остатки парка)
- Загорье (сохранились остатки регулярного парка, пруды)
- Зюзино (Луниных) (сохранилась церковь, здание, пруды, парк застроен)
- Знаменское-Садки (сохранились центральная усадьба, руины конюшен, полузаброшенный парк и некоторые водоёмы)
- Ивановское (сохранились только пруды)
- Измайлово: сохранились постройки, связанные с именем императора Петра Первого, его детством, а также пруды, где в царские времена плавал «ботик Петра» и разводили «ручных щук».
- Коньково-Сергиевское (сохранилась церковь)
- Коньково-Троицкое (не сохранилась)
- Косино (сохранилась церковь)
- Космодемьянское (сохранились церковь, усадебный дом, летний сад)
- Коробовские сады (сохранился только парк и сад)
- Кунцево (Нарышкиных) (усадебный дом, два флигеля, пруды и парк зарастают)
- Кузьминки (конный двор, парк, пруды)
- Куркино (храм)
- Кусково (усадебный дом, многочисленные постройки, пруды, парк)
- Леоново (сохранился парк)
- Лефортово (не сохранилась)
- Люблино (парк, пруды, усадебный дом, конюшня, другие постройки)
- Малое Голубино (остатки парка)
- Медведково (церковь, остатки старого парка)
- Михалково (два флигеля, два корпуса в ограде, 2 башни главного входа, 4 башни боковых входов, 2 беседки, фрагмент ограды)
- Нескучное (Трубецких) (главный усадебный дом, парк — Нескучный сад, пруды)
- Останкино (усадебный дом, церковь, пруд)
- Петровско-Разумовское (усадебный дом, другие постройки)
- Покровское-Стрешнево (господский дом, церковь, оранжерея, ограда, парк)
- Полуденовка (?)
- Раево (сохранился только пруд и остатки парка)
- Салтыковых (сохранился только парк)
- Свиблово (сохранился усадебный дом и храм)
- Дача Строганова (сохранился усадебный дом)
- Студенец (сохранились парк с каналами, фонтаном и мостами, садовый павильон, колонна на острове)
- Троекурово (сохранился храм, пруды)
- Троице-Лыково (сохранились господский дом, флигели, оранжерея, две церкви, парк)
- Узкое (сохранились усадебный дом, церковь, парк с прудом.)
- Усадьба Трубецких в Хамовниках (сохранился благоустроенный парк и каменная реплика деревянного усадебного дома).
- Усадьба Усачёвых — Найдёновых (Высокие горы) — усадебный комплекс и парк.
- Фили (Покровское) (сохранился храм)
- Черёмушки-Знаменское (усадебный дом, конный двор, другие строения, пруд)
- Черкизово
- Чесменская дача (сохранились парк и пруд)
- Шаболово (не сохранилась)
- Ясенево (усадебный дом, флигели, другие постройки)

## Новая Москва
- Александрово-Щапово (сохранились усадебный дом, церковь и парк)
- Бараново (сохранился парк и здание усадьбы)
- Усадьба Берга (сохранились здание усадьбы, водонапорная башня и остатки парка)
- Бачурино (руины флигеля, парк, пруды)
- Валуево (сохранились усадебный дом, конный и скотный дворы, контора и дом управляющего, парк)
- Вороново (сохранились усадебный дом, колокольня, церковь, башня конного двора, голландский домик, парк, пруд)
- Ворсино (сохранилась церковь, перестроенный флигель, здание духовной семинарии)
- Воскресенское (сохранились конный двор, две служебные постройки, парк)
- Воскресенки (сохранился усадебный дом, служебные постройки)
- Гусева полоса (сохранился усадебный дом, парк)
- Изварино (усадебный дом изменён до неузнаваемости, флигель, парк)
- Измалково (сохранился усадебный дом, служебные постройки, парк)
- Клёново (руины усадебного дома, флигель, церковь, остатки парка)
- Красное (сохранились усадебный дом, флигель, церковь, парк, пруд)
- Крёкшино (руины усадебного дома, парк)
- Милюково (руины усадебного дома, флигель, парк)
- Михайловское (усадебный дом, флигели, парк)
- Никульское (?)
- Остафьево (сохранились усадебный дом, церковь и парк)
- Роднево (сохранились усадебный дом и остатки парка)
- Старо-Никольское (сохранились усадебный дом, флигель, служебная постройка, ограда, церковь)
- Филимонки (руины флигеля, парк)
- Фитарево (сохранился конный двор, остатки парка, пруд)